# Przewóz (gromada w powiecie kozienickim)
Przewóz (od 31 XII 1961 Kozienice) – dawna gromada, czyli najmniejsza jednostka podziału terytorialnego Polskiej Rzeczypospolitej Ludowej w latach 1954–1972.
Gromady, z gromadzkimi radami narodowymi (GRN) jako organami władzy najniższego stopnia na wsi, funkcjonowały od reformy reorganizującej administrację wiejską przeprowadzonej jesienią 1954 do momentu ich zniesienia z dniem 1 stycznia 1973, tym samym wypierając organizację gminną w latach 1954–1972.
Gromadę Przewóz siedzibą GRN w Przewozie utworzono – jako jedną z 8759 gromad na obszarze Polski – w powiecie kozienickim w woj. kieleckim, na mocy uchwały nr 13e/54 WRN w Kielcach z dnia 29 września 1954. W skład jednostki weszły obszary dotychczasowych gromad Wymysłów, Holendry, Wójtostwo pod Dąbrówkami i parcelacja Kozienice oraz część gromady Wójtostwo Poduchowne ze zniesionej gminy Kozienice, a także miejscowości Poprzeczniaki, Pasieka i Witniak wyłączone z miasta Kozienice w tymże powiecie. Dla gromady ustalono 10 członków gromadzkiej rady narodowej.
31 grudnia 1961 z gromady Przewóz wyłączono wieś Wójtostwo Poduchowne, część obszaru b. majątku państwowego Kozienice i część Kolonii Kozienice o nazwie Pocztówka, włączając je do miasta Kozienice; do gromady Przewóz przyłączono natomiast obszar zniesionej gromady Stanisławice, wsie Łuczynów Nowy, Łuczynów Stary, Opatkowice i Majdany ze zniesionej gromady Holendry Piotrkowskie oraz wsie Kociołki, Kajzerówka, Janików, Aleksandrówka i Ruda, wschodnią część – położoną za łachą wiślaną – wsi Stara Wieś, kolonie Katarzynów, Janów i Śmietanki oraz przedmieście Nowiny ze zniesionej gromady Stara Wieś. Po zmianach tych gromadę Przewóz zniesiono tego samego dnia przez przemianowanie jednostki na gromada Kozienice.